# Il relitto (film)
Il relitto è un film del 1961 diretto da Michael Cacoyannis.